# 吾妻警察署
吾妻警察署（あがつまけいさつしょ）は、群馬県警察が管轄する警察署の一つ。

## 所在地
- 群馬県吾妻郡東吾妻町大字原町21-1

## 管轄区域
- 群馬県吾妻郡東吾妻町・中之条町・高山村

## 組織
- 警務課 - 警務係、警察安全相談係、犯罪被害者支援係
- 会計課 - 会計係
- 生活安全課 - 生活安全係
- 地域課 - 地域係
- 刑事課 - 総務係、刑事係、鑑識係
- 交通課 - 交通係
- 警備課 - 警備係

## 交番

### 中之条町
- 中之条町交番（吾妻郡中之条町大字中之条町664-3）

## 駐在所

### 東吾妻町
- 小泉駐在所（吾妻郡東吾妻町大字小泉507-1）
- 岩下駐在所（吾妻郡東吾妻町大字岩下300）
- 大戸駐在所（吾妻郡東吾妻町大字大戸362-1）
- 箱島駐在所（吾妻郡東吾妻町大字箱島774-1）

### 中之条町
- 大塚駐在所（吾妻郡中之条町大字大塚7-7）
- 四万駐在所（吾妻郡中之条町大字四万3823-4）
- 五反田駐在所（吾妻郡中之条町大字五反田3538-1）
- 小雨駐在所（吾妻郡中之条町大字小雨388-4）
- 高山駐在所（吾妻郡高山村大字中山2409-5）